# 워렌 버튼
워렌 버튼(Warren Burton, 1944년 10월 23일 ~ 2017년 10월 2일)은 미국의 영화배우, 성우, 텔레비전 배우이다.
시카고에서 태어났다.

## 영화
- 톰 오브 더 언노운 (2013년)
- 파이널 카운트 (1997년)
- 라디오 액터 (1996년)
- 죽음의 혈투 8 (1996년) - 마이클 파웰 역
- 디재스터 (1996년)
- 게티스버그 (1993년)
- 연인들 (1993년)
- 야성녀 아이비 (1992년)
- 월드 그레이티스트 러버 (1977년)
- 채터박스 (1977년)
- 베이비 블루 머린 (1976년)
- 걸 모스트 라이크리 투 (1973년)
- 가딩 라이트 (1952년)